# Kamienny potwór
Kamienny potwór (ang. Rock Monster) – amerykański film fabularny łączący w sobie elementy takich gatunków jak: science fiction, fantasy i horror z 2008 roku wyreżyserowany przez Declana O’Briena. Wyprodukowany przez Sci Fi Pictures i RM Productions.
Premiera filmu miała miejsce 22 marca 2008 roku w Stanach Zjednoczonych na amerykańskim kanale Sci Fi Channel.

## Fabuła
Amerykański student Jason (Chad Collins) podróżuje z przyjaciółmi po Europie Wschodniej. Znajduje miecz wbity w skałę. Gdy wydobywa ostrze, z uśpienia budzi się potwór. Okazuje się, że przed laty monstrum pokonali przodkowie chłopaka. Od tego, czy Jason powtórzy ten czyn, zależą losy świata.

## Obsada
Źródło: Filmweb
- Natalie Denise Sperl jako Cassandra
- Chad Michael Collins jako Jason
- Alicia Lagano jako Toni
- David Figlioli jako Dimitar
- Jon Polito jako pułkownik
- Harry Anichkin jako burmistrz
- Niki Iliev jako chłopak na farmie